# Абая (станция метро)
«Абая» (каз. Абай / Abai) — станция Алматинского метрополитена. Расположена на 1-й линии, между станциями «Алмалы» и «Байконур».
Станция расположена под пересечением проспектов Абая и Назарбаева.

## История и происхождение названия

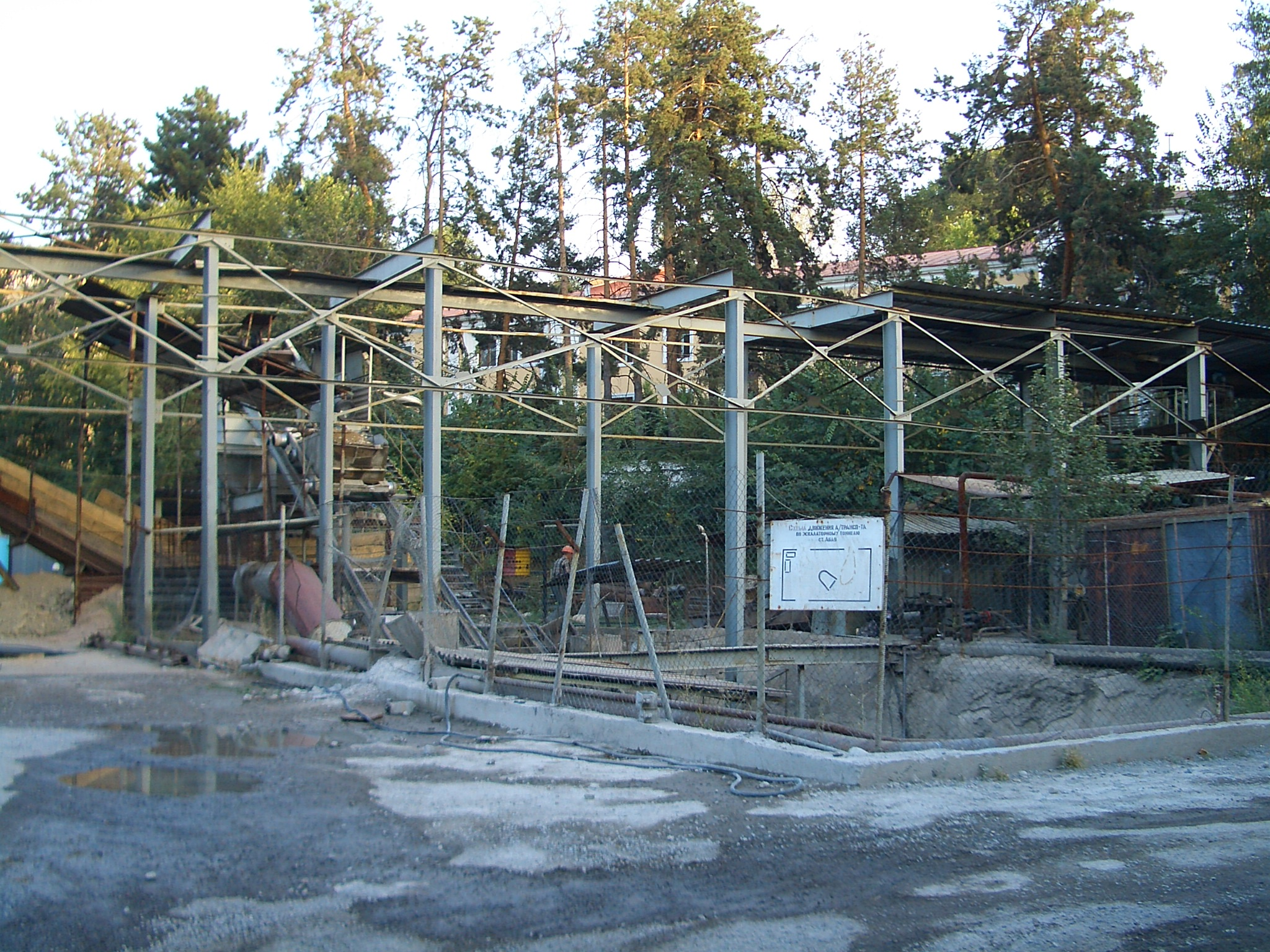
Строительство станции

Открытие станции произошло 1 декабря 2011 года в составе первого пускового участка Алматинского метрополитена «Райымбек батыра» — «Алатау».
Своё название получила по одноимённому проспекту. В проекте имела название «Жетысу».

## Вестибюли и пересадки
Входы-выходы в подземный вестибюль расположены вдоль проспекта Абая между улицами улицей Кунаева и улицей Тулебаева в Медеуском районе города. К вестибюлю подходит пешеходный переход, расположенный поперёк проспекта Абая.

## Техническая характеристика
Колонная трёхсводчатая станция глубокого заложения (глубина 78 м) с междупутьем 18,1 м. Состоит из трёх залов — центрального и двух боковых, которые образуют общую островную платформу шириной 15,2 м и длиной 104 м. Спуск-подъём на станцию по эскалаторам (4 ленты) высотой подъёма 46,0 м, длиной 92,0 м. Является самой глубокой станцией в Алматинском метрополитене.

## Архитектура и оформление

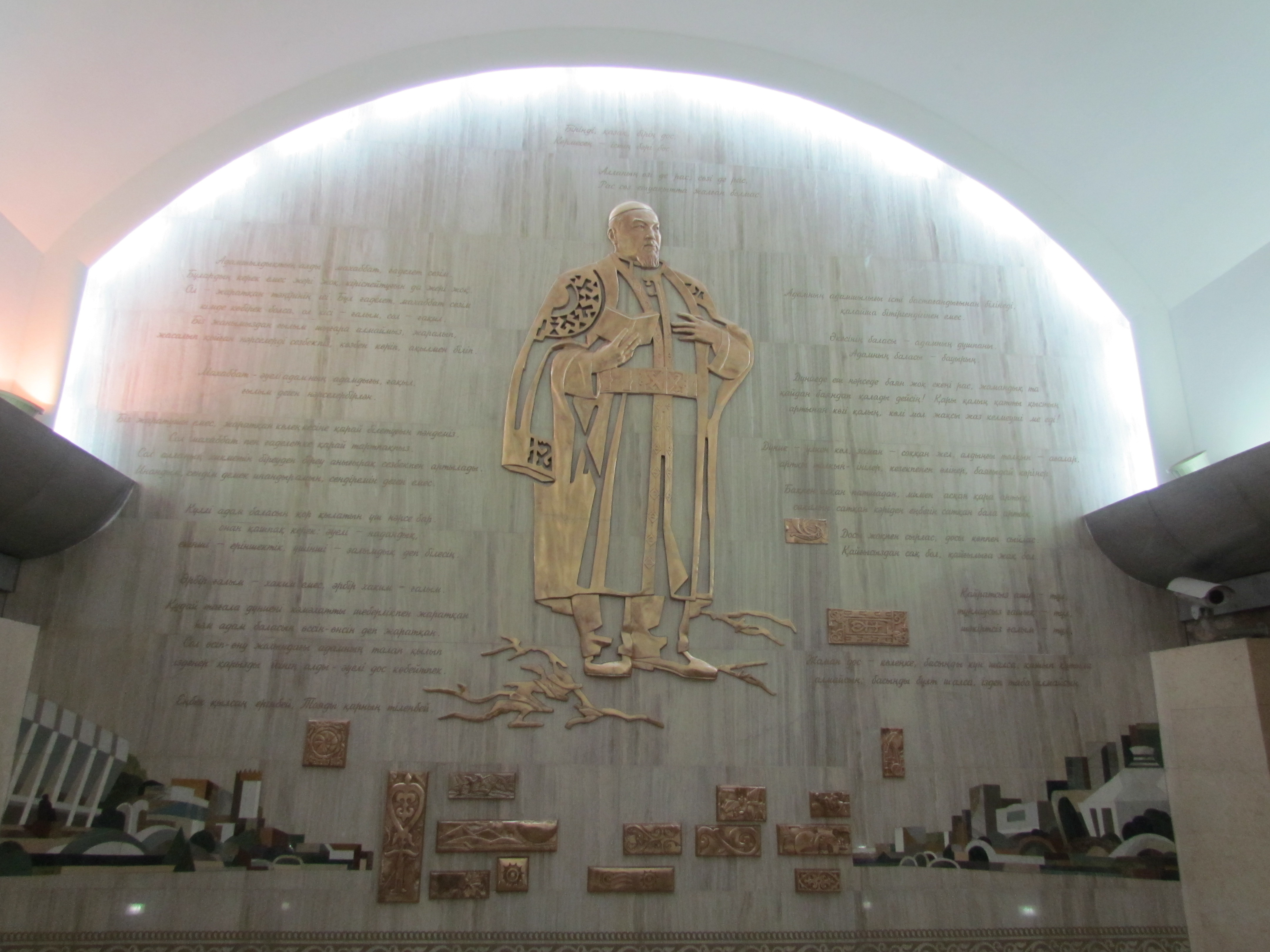
Барельеф

Архитектурно-художественное решение станции выполнено в современном стиле без использования традиционных архитектурных элементов. Стены отделаны мрамором бежевого и коричневого цветов. Полы выложены гранитом серо-бежевого и коричневого цветов. Карниз выполнен из нержавеющей стали.
В торце платформы расположено художественное панно, выполненное в технике рельеф в бронзе и «флорентийская мозаика». Композиция выполнена в современном стиле. Бронзовый рельеф, изображающий Абая Кунанбаева, выделен на каменном фоне, на котором написаны отрывки из произведений Абая.

## Ближайшие объекты
- Дворец Республики
- Гостиница «Казахстан»
- Кинотеатр «Арман»
- Канатная дорога на Кок-Тобе
- Французский дом
- Площадь Республики
- Городской акимат
- Русский театр драмы имени М. Ю. Лермонтова
- Национальная библиотека Республики Казахстан
- Университеты: КИМЭП, UIB, Аграрный университет, факультет университета Туран «Академия кино и телевидения»
- Колледж строительства и менеджмента

## Строительство станции
Ниже представлены наиболее значимые события:
- Июль 1996 года — начато сооружение наклонного хода станции.
- Май 2007 года — сбойка правого перегонного тоннеля со стороны станции «Алмалы».
- Июнь 2007 года — сбойка левого перегонного тоннеля со стороны станции «Алмалы».
- Март 2008 года — начало сооружения правого станционного тоннеля.
- Апрель 2008 года — сбойка правого перегонного тоннеля со стороны станции «Байконур».
- Июль 2008 года — сбойка левого перегонного тоннеля со стороны станции «Байконур».